# Catocala separata
Catocala separata és una espècie de papallona nocturna de la subfamília Erebinae i la família Erebidae. Es troba als Balcans, la part mediterrània del sud de Turquia i a la regió de Xam.
Hi ha una generació per any. Els adults volen de maig a juliol.
Les larves probablement s'alimenten d'espècies de Quercus.